# Arulappan Amalraj
Arulappan Amalraj (* 4. Dezember 1953 in Coonoor, Tamil Nadu) ist ein indischer römisch-katholischer Geistlicher und Bischof von Ootacamund.

## Leben
Arulappan Amalraj wurde am 6. Dezember 1953 in der Pfarrkirche St. Antony in Coonoor getauft und später in der Pfarrkirche St. John de Britto in Sathyamangalam durch den Bischof von Ootacamund, Antony Padiyara, gefirmt. Er besuchte die Grundschule und die weiterführende Schule in Coonoor sowie später das Kleine Seminar St. Pius X. in Ootacamund. Anschließend studierte Amalraj Philosophie und Katholische Theologie am Päpstlichen Priesterseminar St. Peter in Bangalore. Daneben absolvierte er ein pastorales Praktikum in der Pfarrei St. John the Baptist in Doddagajanur. Er erlangte einen Bachelor of Arts in Geschichte, Soziologie und Philosophie. Am 26. Dezember 1980 empfing er in der Pfarrkirche St. Antony in Coonoor das Sakrament der Priesterweihe für das Bistum Ootacamund.
Nach der Priesterweihe war Amalraj zunächst als Pfarrvikar der Pfarreien St. John de Britto in Sathyamangalam (1981–1982) und St. Michael in Ketti (Mai bis September 1982) tätig. 1982 wurde er für weiterführende Studien nach Rom entsandt, wo er an der Päpstlichen Universität Heiliger Thomas von Aquin ein Lizenziat im Fach Katholische Theologie erwarb und 1987 bei Joseph Henchey CSS mit der Arbeit A theology of the permanent diaconate in the light of Vatican Council II and its relevance to India („Eine Theologie des ständigen Diakonats im Licht des Zweiten Vatikanischen Konzils und ihre Bedeutung für Indien“) zum Doktor der Theologie im Fach Dogmatik promoviert wurde. Während seiner Studienzeit in Rom war er Alumnus des Pontificio Collegio di San Paolo Apostolo. Nach der Rückkehr wirkte Amalraj ein Jahr als Pfarrvikar der Pfarrei St. Sebastian in Nagalur. Anschließend lehrte er am Good Shepherd Seminary in Coimbatore und fungierte als Dekan der dortigen theologischen Fakultät, bevor er 1996 Subregens und 1999 schließlich Regens des Good Shepherd Seminary wurde. Von Mai 2005 bis Juni 2006 absolvierte Amalraj ein Sabbatjahr in den USA. Ab Juni 2006 war er Pfarrer der Pfarrei St. Antony in Coonoor.
Am 30. Juni 2006 ernannte ihn Papst Benedikt XVI. zum Bischof von Ootacamund. Der Erzbischof von Madras-Mylapore, Malayappan Chinnappa SDB, spendete ihm am 9. August desselben Jahres die Bischofsweihe; Mitkonsekratoren waren der Erzbischof von Pondicherry und Cuddalore, Antony Anandarayar, und der Bischof von Coimbatore, Ambrose Mathalaimuthu. Amalraj wählte den Wahlspruch Ad gloriam Dei, ad bonim fidelium („Zur Ehre Gottes, zum Wohl der Gläubigen“).